# Urostomia
Urostomia, przetoka moczowo-skórna - zbiorcza nazwa stomii tworzonych między układem moczowym a skórą, umożliwiających swobodny odpływ moczu z dróg moczowych w przypadkach, gdy z powodu choroby nie jest to możliwe w sposób naturalny. Urostomia może być połączeniem ze skórą nerki, moczowodów lub pęcherza moczowego.
Główne wskazania do wykonania urostomii:
- utrudnienie odpływu moczu z nerki, spowodowane kamicą nerkową lub moczowodową,
- nowotwory złośliwe układu moczowego,
- wady wrodzone pęcherza i dróg moczowych,
- niektóre postacie dysfunkcji neurogennej pęcherza moczowego,
- gruźlica układu moczowego,
- zmiany popromienne po radioterapii,
- urazy pęcherza i dróg moczowych

Najczęstszym rodzajem urostomii jest stomia na moczowodach (ureterostomia), z wykorzystaniem wstawki jelitowej (ponadpęcherzowe odprowadzenie moczu przy użyciu odcinka jelita cienkiego lub grubego) - do połączenia moczowodów z powłokami brzusznymi wykorzystuje się fragment jelita cienkiego (operacja Brickera i operacja Wallace II) lub jelita grubego (operacja Colon conduit). Umożliwia to stały, swobodny odpływ moczu z nerek, co jest szczególnie ważne w przypadku przewlekłej niewydolności nerek. Wstawka jelitowa eliminuje konieczność pozostawienia cewniczków umiejscowionych w nerkach, co zapobiega wtargnięciu bakterii do nerki. Stomia taka, w odróżnieniu od pozostałych rodzajów urostomii, może być wykonywana jako stomia stała (ostateczna). Ponieważ oddawanie moczu jest w tym przypadku całkowicie niekontrolowane, przetoka musi być stale zaopatrzona w worek urostomijny, przyklejany na brzuchu, do którego spływa mocz. Worki urostomijne na dole posiadają kranik do spuszczania moczu, dzięki czemu można je opróżniać bez konieczności wymiany na nowy, gdy się wypełnią. Dostępne są również zestawy do nocnej zbiórki moczu, o większej pojemności (2 litry, podczas gdy zwykłe worki urostomijne mają pojemność około 400-500 ml). 
Rzadziej wykonuje się bezpośrednie połączenie moczowodów ze skórą, przetoki pęcherzowo-skórne (cystostomie) i nerkowo-skórne (nefrostomie). Są one wykonywane jako stomie czasowe (jedynie na krótki czas), do odpływu moczu konieczne jest umieszczanie w nich cewniczków, co wiąże się z dużym ryzykiem powstawania zakażeń układu moczowego. 